# Поток-Сендеркі
Поток-Сендеркі (пол. Potok-Senderki) — село в Польщі, у гміні Краснобруд Замойського повіту Люблінського воєводства.
Населення — 116 осіб (2011).
У 1975-1998 роках село належало до Замойського воєводства.

## Демографія
Демографічна структура станом на 31 березня 2011 року:
|          | Загалом | Допрацездатний вік | Працездатний вік | Постпрацездатний вік |
| -------- | ------- | ------------------ | ---------------- | -------------------- |
| Чоловіки | 59      | 11                 | 43               | 5                    |
| Жінки    | 57      | 14                 | 29               | 14                   |
| Разом    | 116     | 25                 | 72               | 19                   |